# Karl Bruchhäuser
Karl Bruchhäuser (* 20. April 1917 in Dudenhofen (Rodgau); † 13. Oktober 2005 in Dierdorf) war ein deutscher Porträt- und Landschaftsmaler.

Karl Bruchhäuser im Sommer 1995

## Leben

### Frühe Jahre
Karl Bruchhäuser wurde 1917 als Sohn von Wilhelm Bruchhäuser, dem späteren Landrat des Kreises Neuwied, und Katharina Heller im hessischen Dudenhofen geboren. Er wuchs mit zwei Schwestern in Dausenau an der Lahn auf, der Heimat des Vaters. Dort besuchte er zunächst die Volksschule und wechselte dann auf die Oberrealschule in Bad Ems. Nach der Mittleren Reife absolvierte er eine Lehre als Maler und Anstreicher. Bereits mit 15 Jahren verkaufte er sein erstes Bild. Es war eine Ansicht von Dausenau mit der Lahnfähre, die im Friseursalon von Dausenau hing und einem niederländischen Touristen so gut gefiel, dass er das Bild für 20 Reichsmark erwarb. In den 1930er Jahren entstanden mehrere Ansichten von Dausenau und Umgebung sowie Porträts von Familienmitgliedern. 1934 malte er sein erstes Selbstporträt.
Wegen besonderer Begabung erhielt Bruchhäuser 1935 ein Stipendium an der Kunstakademie Düsseldorf. Zu seinen Lehrern gehörten Wilhelm Schmurr, der Mitbegründer des Sonderbundes, Werner Heuser und Franz Kiederich.

### Kriegsteilnahme
Karl Bruchhäuser weigerte sich, in den Nationalsozialistischen Deutschen Studentenbund einzutreten, und wurde 1937 zum Reichsarbeitsdienst eingezogen. 1938 folgte die Einberufung zur Wehrmacht. Bruchhäuser erlebte den Zweiten Weltkrieg als Soldat von Anfang an mit, zunächst in Frankreich und ab 1941 als Teilnehmer am Russlandfeldzug. Auch im Krieg zeichnete er unentwegt. In seinen Skizzenbüchern sind mehr als 200 Bilder aus der Zeit des Zweiten Weltkrieges erhalten, meist Zeichnungen, kolorierte Zeichnungen und kleinformatige Aquarelle. Im Mittelpunkt stehen nicht die Kriegsereignisse, sondern vielmehr der einfache Soldat, die Menschen in Russland und, es mag angesichts der Zeitgeschichte widersinnig erscheinen, die Idylle der russischen Landschaft. Bruchhäuser selbst schrieb dazu in einer Handreichung zur Ausstellung im Kreismuseum Neuwied vom 20. April bis 8. Juni 1997:

„Die Zerstörungsgewalt dieses Krieges an sich künstlerisch zum Gegenstand zu machen, kam mir jedenfalls, unter diesem Gebot der Selbsterhaltung stehend, nicht in den Sinn. Später erkannte ich, daß man mit künstlerischen Mitteln Krieg und Gewalt kaum darstellen kann, ohne dabei der Gefahr zu erliegen, zwangsläufig eine Karikatur hervorzubringen. So wird dann alles nur noch trostloser.“

Die Bilder aus jener Zeit waren ihm zeitlebens besonders wertvoll.
Im März 1945 geriet Karl Bruchhäuser in Kriegsgefangenschaft, zunächst in amerikanische, dann in britische, und wurde in England interniert (Ascot, Camp 7, bei London und Mota-Camp bei Carlisle in Nordengland). Hier begegnete er Waldemar von Knoeringen, Karl-Eduard von Schnitzler, Erich Ollenhauer, Ludwig Rosenberg und Wolfgang Gans zu Putlitz. In der Gefangenschaft entwarf er ein illustriertes Kinderbuch, das jedoch nie in Druck ging.

### Nachkriegszeit
Nach Rückkehr in die Heimat erhielt Bruchhäuser eine Anstellung als Zeichenlehrer am Pädagogium in Bergnassau, später in Worms. Tief geprägt von den Kriegserlebnissen und der Gefangenschaft entstanden in den Nachkriegsjahren düstere Zeichnungen über die Schrecken des Krieges und Bilder mit religiösen Motiven, die den Tod und das Leiden der Menschen thematisierten.
Karl Bruchhäuser wurde Gründungsmitglied des Mittelrheinischen Künstlerverbandes, der später in der Arbeitsgemeinschaft Bildender Künstler am Mittelrhein (AKM) aufging, und des Landesberufsverbandes Bildender Künstler Rheinland-Pfalz (BBK). Er beteiligte sich an mehreren Ausstellungen, zog nach Neuwied um und heiratete 1951 die Kunsterzieherin und Illustratorin Elisabeth Gerhards. Es folgten Studienreisen nach Frankreich, Jugoslawien, Venedig, Sizilien und ein Aufenthalt auf dem Monte Verità bei Ascona. Ein Stipendium des Landes Rheinland-Pfalz eröffnete die Möglichkeit, an der Internationalen Sommerakademie für Bildende Kunst in Salzburg teilzunehmen. Dort wurde Bruchhäuser Schüler von Oskar Kokoschka. Es folgten weitere Reisen ins Tessin, dort lernte er Hermann Hesse kennen, in die Normandie und, zusammen mit Hanns Altmeier, nach Südfrankreich. In den 1950er Jahren entstanden zudem zahlreiche Porträts und er illustrierte den 1958 von seinem Vater im Strüder-Verlag, Neuwied, herausgegebenen Gedichtband: Du trägst ein Licht ...
1960 lernte Karl Bruchhäuser Uta Rohde, seine spätere zweite Frau, kennen und zog mit ihr nach Grundlsee in der Steiermark. Dort begegnete er Leo Delitz, Hanns Kobinger und Philipp von Kesselstatt, die ihn unterstützten und gute Freunde wurden. Durch Kobinger entstand die Bekanntschaft mit Johannes Ude, den er auch porträtierte. Die Familie lebte einige Wochen auf dem „Ramgut“ bei Hermann Oppenheimer in Obertressen bei Bad Aussee.
Karl Bruchhäusers Malstil wurde energischer, mit expressiven Farben und kraftvollen Konturen. Die dynamische, auf das Wesentliche reduzierte Malweise, die Bruchhäuser sich in den 1960er Jahren aneignete, prägt insbesondere seine in Österreich entstandenen Landschaftsbilder.
Bis in die 1970er Jahre experimentierte Karl Bruchhäuser gelegentlich auch mit der abstrakten Malerei, meist Monotypien. Bald fand er jedoch heraus, dass dies nicht sein Metier war, und er kehrte zu seinen bevorzugten Motiven zurück: dem Menschen und der Landschaft. 1964 kaufte sein Vater für seine Enkel den „Bruchhäuser Hof“ in der kleinen Westerwaldgemeinde Woldert, wo Bruchhäuser bis zu seinem Lebensende wohnte. Er porträtierte Beatrix Gräfin von Schönburg-Glauchau mit ihrer Tochter Gloria (Gloria von Thurn und Taxis) sowie den Bildhauer Arno Breker. Mit dem Neuenkirchener Kunstmaler und Bildhauer Erich Feld besuchte er 1972 die Documenta V in Kassel und verteilte dort ein Flugblatt mit Denkanstößen an das Publikum. Anlässlich der Paul-Citroen-Ausstellung in Den Haag porträtieren sich Citroen und Bruchhäuser gegenseitig.

### Spätere Jahre
Bruchhäuser war Gründungsmitglied der von Herbert Gruhl gegründeten Grüne Aktion Zukunft und der Grünen. Doch zusammen mit Gruhl verließ er kurze Zeit später die Partei und wurde Mitglied der ÖDP (Ökologisch-demokratischen Partei). Ab 1983 Beisitzer im Vorstand des Landesverbands Rheinland-Pfalz der ÖDP, verließ Bruchhäuser 1984 die aktive Politik.
Fragen des Umweltschutzes, des sorgsamen Umgangs mit der Landschaft und des Erhalts historisch gewachsener Strukturen waren Karl Bruchhäuser stets wichtig und spiegeln sich auch in seinen Landschaftsbildern. Diese entwickelten sich in einem energiegeladenen Schaffensprozess in der Landschaft selbst. Die akribische Komposition im Atelier nach Fotos oder vorher erstellten Skizzen war ihm eher fremd. Seine Frau Uta Rohde-Bruchhäuser beschrieb dies in einem Zeitungsinterview:

„Er war wie ein Dampfkessel, es musste alles auf einmal raus. Die Bilder hatte er im Geiste längst fertig und brachte sie dann explosionsartig auf die Leinwand.“

Daneben entstanden ausdrucksstarke Porträts, oft Auftragsarbeiten, die mit entschlossenem Pinselstrich zielstrebig ausgeführt wurden, und immer wieder auch Selbstporträts. Karl Bruchhäuser beteiligte sich an zahlreichen Ausstellungen und war Träger mehrerer Kulturpreise. Beim Betrachter sehr geschätzt sind seine Rheinansichten. Im Jahr 1990 erhielt er den Kunstpreis der Stadt Neuwied. 1994 erfolgte die Trennung von seiner zweiten Frau Uta.
In seinen späten Jahren konzentrierte sich Karl Bruchhäuser auf die ruhige Westerwaldlandschaft, Motive aus dem Kreis Neuwied (zum Beispiel die Abtei Rommersdorf), die Idylle der Natur vor der Haustür, Gartenszenen aus Woldert und Blumenbilder. Der Malstil wurde reifer und auch wieder feiner, detailreicher, die Farben dezenter und die Bilder ähnelten eher denen aus den 1950er Jahren als Werken der mittleren Schaffensperiode. Sie sind dem „expressiven Realismus“ zuzurechnen.
Anlässlich seines 80. Geburtstag 1997 veranstalteten Kreis und Stadt Neuwied eine umfassende Ausstellung im Roentgen-Museum Neuwied sowie eine Retrospektive in der städtischen Galerie Mennonitenkirche. Nach langer Krankheit starb Karl Bruchhäuser am 13. Oktober 2005 im Krankenhaus Dierdorf.

## Werk
Die künstlerische Entwicklung von Karl Bruchhäuser ist, wie letztlich bei vielen in der Zeit des 20. Jahrhunderts lebenden Künstlern, geprägt von der rasanten Umwälzung der gesellschaftlichen und politischen Verhältnisse, welche naturgemäß auch die Kunst beeinflussen oder vorausschauend von ihr beeinflusst werden.
Aufgewachsen in Dausenau, einer kleinen Stadt an der Lahn, waren seine ersten Arbeiten geprägt von einer malerischen Umgebung, die all das bot, was künstlerische Sehensweise dieser Zeit in Deutschland lehrte. So waren es vor allem die Maler Wilhelm Leibl, Wilhelm Trübner und Heinrich von Zügel, die den angehenden Maler die Grundlagen gaben, nach denen er sich orientierte.
Dies änderte sich auch nicht, nachdem er begonnen hatte, an der Akademie in Düsseldorf zu studieren, da die Lehrmethoden sich, mancher Umwälzung in der europäischen Kunst zum Trotz, noch ganz der handwerklichen Tradition der damaligen akademischen Ausbildung verschrieben hatten, was allerdings, wie Bruchhäuser auch im Nachhinein fand, eine wichtige Basis für seine spätere malerische Entwicklung war.
Leider war es ihm verwehrt, die Ausbildung abzuschließen, da Bruchhäuser zwar bodenständiger Natur, dennoch ein Querdenker war (und blieb) und daher wegen seiner Weigerung, in den NS-Studentenbund einzutreten, in den Reichsarbeitsdienst eingezogen wurde.
Nach Ausbruch des Krieges folgten Wehrdienst, Kriegsdienst und englische Gefangenschaft.
Trotzdem konnte er auch während des Krieges seine künstlerischen Fähigkeiten weiter ausbauen, da ihm wie vielen Künstlern Material zur Verfügung stand, um ihren Einsatz als vorgeschobene Beobachter auszuführen.
Seine Motive fand er während der Ruhezeiten, während und zwischen den Einsätzen an der Front, in der Umgebung im heutigen Weißrussland, Polen und der Ukraine. Die Arbeiten, Porträts der Menschen und der Landschaft, stehen in krassestem Wechsel, einerseits vornehmlich idyllischer Natur, sicherlich auch als Antipode zur Katastrophe um ihn herum, andererseits in der absoluten Anteilnahme am Leiden des Menschen – unabhängig wer es war, Kamerad, Gegner oder Gefangener, es war immer der Mensch als Leidender unter dem Krieg, der Mensch und seine Menschenwürde, in ihrer ganzen Zerbrechlichkeit. All dies reflektierte er in der Kriegsgefangenschaft und verarbeitete dies in seinen allegorischen Anti-Kriegs-Zeichnungen.
Bruchhäuser hat die Menschenwürde in ihrer Unantastbarkeit und Verletzlichkeit im Krieg gezeichnet.
Möglicherweise diesen Lebensumständen geschuldet, blieben sie es auch zeitlebens, neben der Beschäftigung mit philosophischen, geistigen und religiösen Themen und deren Umsetzung.
Gemeinsam ist allen Themen, die ihn inspirierten, die Suche nach Stabilität und Zeitlosigkeit.
Aus diesem Grund veränderte sich seine Bildsprache nicht so sehr, wie es die Prozesse in der Kunst in der Nachkriegszeit forderten. Er arbeitete zwar abstrakt, gleichsam, um zu demonstrieren, dass er dazu fähig war, allein er beließ es bei einigen wenigen Werken – die heute im Besitz der Bruchhäuser-Stiftung stehen –, da es ihn nicht zufriedenstellte. Gleichsam aus Protest gegen diese Kunstauffassung veröffentlicht er sogar anlässlich der damaligen documenta in Kassel das „Manifest an die Kunstschaffenden“.
Während der Nachkriegszeit nahm er sein quasi abgebrochenes Studium wieder auf, in dem er z. B. Bilder von Adolph Menzel und John Constable kopierte und zahlreiche Studienreisen in Europa unternahm. Sein Wunsch, Schüler bei Otto Dix zu werden, scheiterte an dessen Berufung an die Kunstakademie Dresden, zeigt jedoch Bruchhäusers Drang nach Erweiterung seiner darstellerischen Möglichkeiten.
Unter dem Einfluss Kokoschkas entwickelte Bruchhäuser, auf Grundlage seines großen Talentes, eine persönliche Form des Expressionismus, die richtungsweisend für seine Malerei der nächsten Jahrzehnte werden sollte.
In dieser malerischen Ausdrucksform konnte sich sein ganzes Wesen manifestieren, der Malerei des 19. Jahrhunderts verhaftet und davon ausgehend, seinem Freiheitsdrang und seiner ohnehin expressiven Natur folgend, all das künstlerisch umzusetzen, was ihn bewegte.
Das waren die Landschaften, zunächst durch einen mehrjährigen Aufenthalt in Österreich oft Bergszenerien, ein den neuen Malstil sehr förderndes Motiv, und später, nach der Rückkehr nach Deutschland, Bilder des Rheins und der umliegenden Mittelgebirge.
Zweiter Schwerpunkt sind die Porträts, schon früh ein Thema durch seine Fähigkeit, die Psyche der Menschen sensibel erfassen zu können, welches nun durch die neu entdeckte Malerei zur vollen Entfaltung kommt. Dabei bediente er sich der ganzen bildnerischen Palette, Zeichnung, Aquarell, Tempera und Ölmalerei.
Im Spätwerk des Künstlers entwickelte sich dann eine ganz eigene Form der malerischen Umsetzung.
Aus einer Art Rückbesinnung an die Malerei der Jugendzeit wurden seine Arbeiten nun verhaltener, besinnlicher und farbig zurückhaltender, bei gleichzeitiger Wahrung der expressiven Malweise aus der Blütezeit seines Schaffens.

## Familie
Karl Bruchhäuser hat vier Söhne, die ebenfalls kreativ tätig sind:
- Thomas Bruchhäuser, Comedian, Comedy-Akrobat, Clown und Regisseur
- Karl Bruchhäuser, Schauspieler und Comedian
- Andreas Bruchhäuser, Maler
- Mario Bruchhäuser († 15. Oktober 2015)

## Ausstellungen
- 1947–1994 Teilnahme an der Jahreskunstausstellung des Roentgen-Museums Neuwied (früher Kreismuseum)
- 1954 – wie auch in späteren Jahren - »form und farbe«, Ausstellung der Arbeitsgemeinschaft Bildender Künstler, Koblenz
- 1954 Galerie Gurlitt, München; sein Bild »Winter am Stadtrand« erhält lobende Kritik im Münchner Merkur
- 1956–1958 Galerien Höllrigl und Welz, Salzburg
- 1957 – und in den folgenden Jahren – Galerie Boissere in Köln
- 1962 Menton, Ausstellung in der Residence du Louvre.
- 1962 Haus Metternich, Koblenz; Ausstellung zum 50. Geburtstag
- 1970 Ausstellungsbeteiligungen u. a. in der Galerie Dahms in Wiesbaden mit dem Neuwieder Künstler Josef Antonius Klein und in der Galerie Mouffe in Paris.

## Museum
Zum Jahresende 2005 wurde die Bruchhäuser-Stiftung zunächst als unselbständige Stiftung gegründet und im Jahr 2008 in eine rechtsfähige Stiftung überführt. In Steimel im Westerwald, dem Nachbarort seines letzten Wohnortes, hat die Bruchhäuser-Stiftung zusammen mit der Gemeinde im historischen „Haus Neitzert“ eine Dauerausstellung mit einer Auswahl seiner Werke aus allen Schaffensperioden eingerichtet.